# لا اونین د کامپس
لا اونین د کامپس (به اسپانیایی: La Unión de Campos) یک شهرستان در اسپانیا است که در استان وایادولید واقع شده‌است.